# António de Araújo Vasques da Cunha Portocarrero
António de Araújo Vasques da Cunha Portocarrero (Porto, 20 de abril de 1781 — Porto, 10 de maio de 1855), primeiro e único barão de Pombalinho, por decreto de 8 de maio de 1837 da rainha D. Maria II, foi um oficial de Cavalaria do Exército Português que se distinguiu na Guerra Peninsular e nas contendas que se seguiram à Guerra Civil Portuguesa.

## Biografia
Nasceu no Porto, filho do morgado Francisco Luís de Brito de Araújo e Castro, formado em Leis pela Universidade de Coimbra, e de Ana Luísa da Cunha Coutinho Osório e Alarcão de Portocarrero.
Foi condecorado com a Cruz Ouro da Guerra Peninsular, na qual serviu, principiando em capitão de Cavalaria na Leal Legião Lusitana e finalizando em major do Regimento de Cavalaria n.º 3, posto de que se demitiu. Em 1833 prestou importantes serviços à causa da Rainha, foi administrador-geral do Distrito de Santarém em 1846 e comandante do Batalhão Móvel dos Voluntários de Santarém.
Casou em 1812 com Rita Mariana Giralda Freire, viúva de Manuel Nunes Gaspar e mãe de Manuel Nunes Freire da Rocha, 1.º barão de Almeirim.
Foi feito barão de Pombalinho por D. Maria II de Portugal, por decreto de 8 de maio de 1837, sendo António de Araújo Vasques da Cunha Portocarrero o seu único titular.